# 劳动红旗勋章
劳动红旗勋章（俄语：Орден Трудового Красного Знамени）是苏联及早期的苏维埃俄国的平民勋章，以嘉奖苏联、苏维埃俄国及其他加盟共和国的人民及机构，在生产、科学、文化、文学、艺术、教育、医疗、社会等劳动及公共服务方面，对苏联及社会所作的功绩。此种勋章是颁授予有功军人的红旗勋章的平民版本。到苏联解体为止，共有120多万人及机构获颁此勋章。

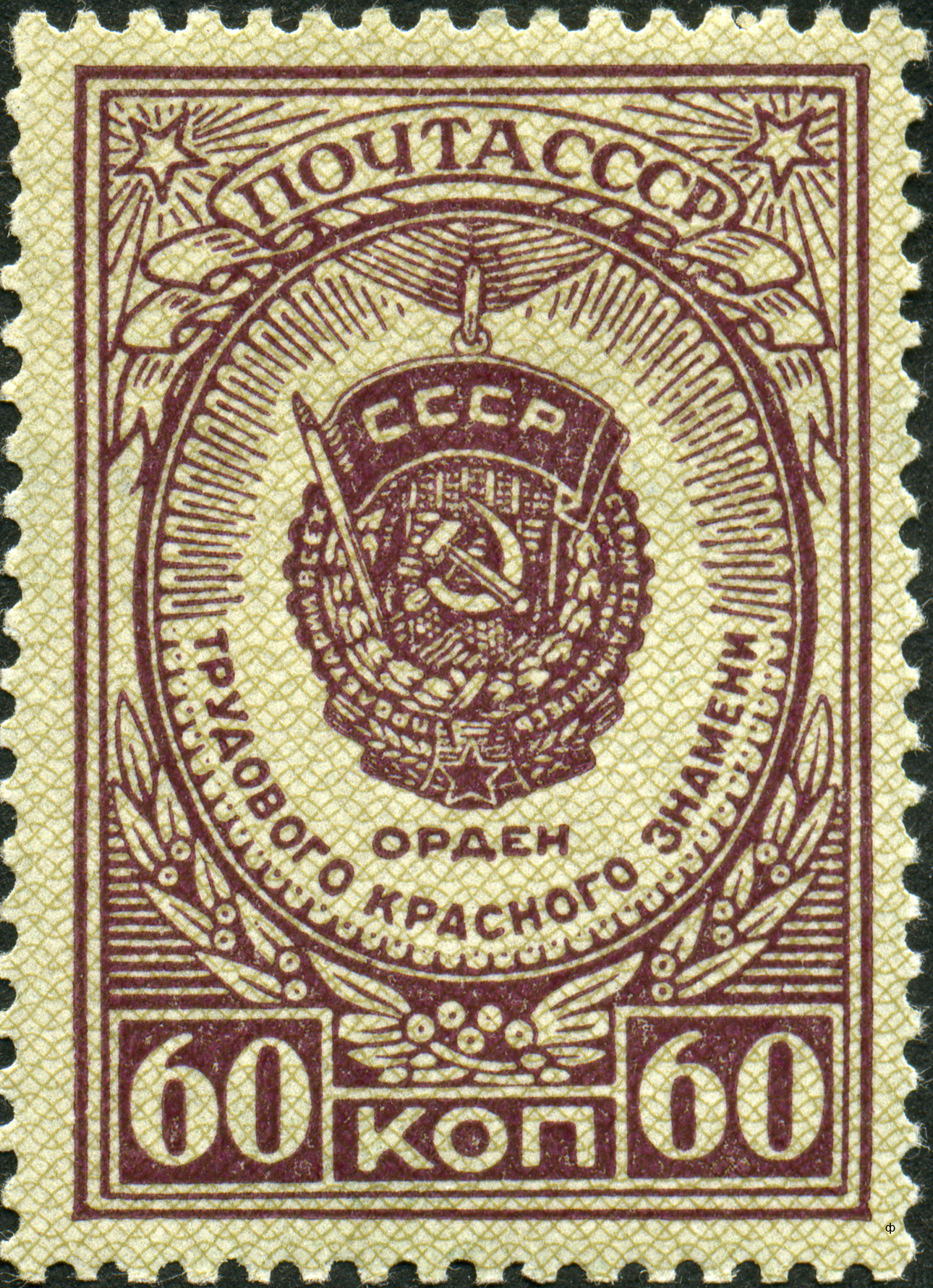
以劳动红旗勋章为主题的邮票（1946年）

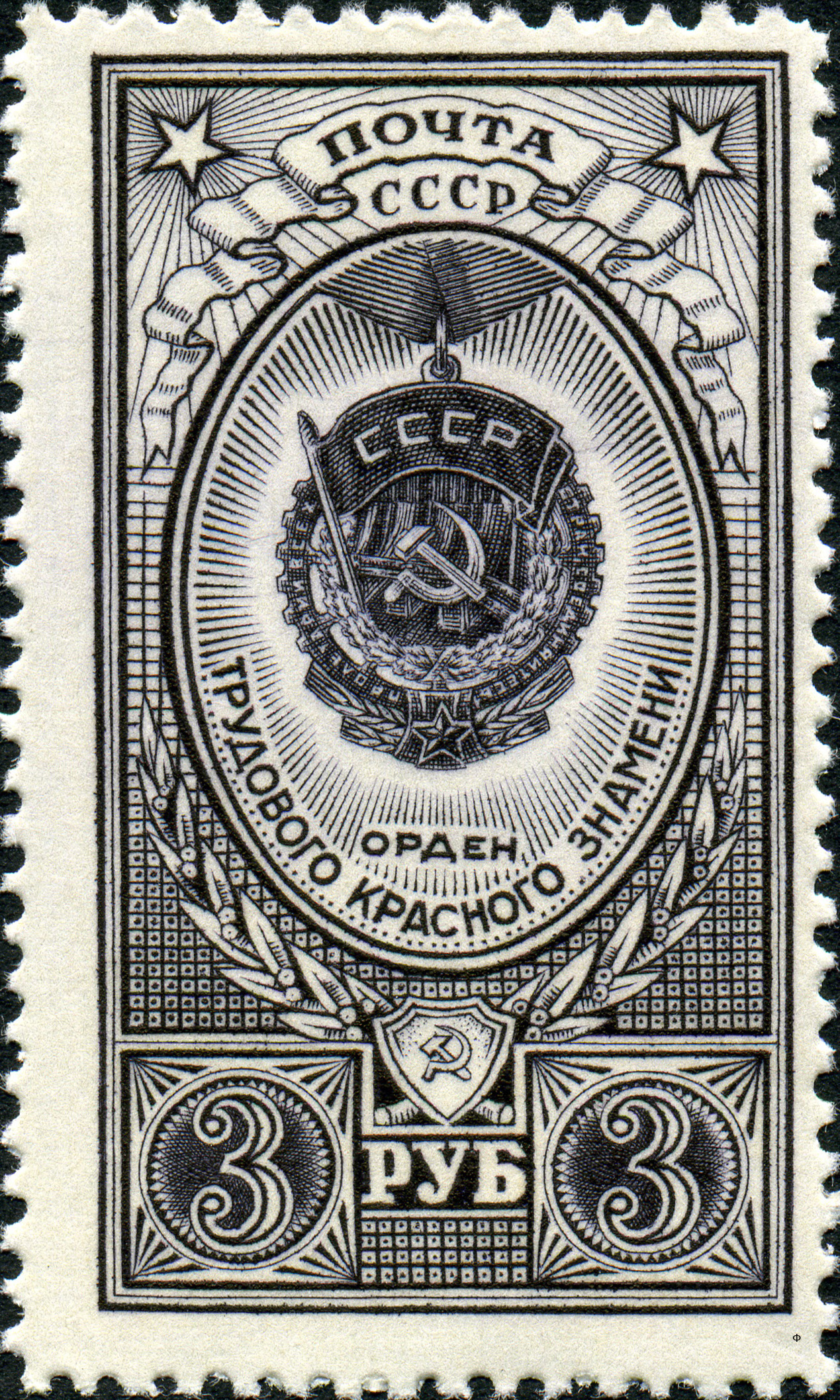
以劳动红旗勋章为主题的邮票（1952年）

## 勋章历史
劳动红旗勋章原为俄罗斯苏维埃联邦社会主义共和国的一种勋章，由列宁倡议，全苏维埃八大在1920年10月28日通过相关法案，授予“在社会主义建设中表现出忘我和主动的精神、热爱劳动和团体组织性强的个人或劳动组织”。此后，其他苏维埃共和国，例如：乌克兰苏维埃社会主义共和国、白俄罗斯苏维埃社会主义共和国、阿塞拜疆苏维埃社会主义共和国、亚美尼亚苏维埃社会主义共和国、格鲁吉亚苏维埃社会主义共和国、乌兹别克苏维埃社会主义共和国、塔吉克苏维埃社会主义共和国、土库曼苏维埃社会主义共和国等也设立了相应的劳动红旗勋章。
起初，1920年12月28日设立该勋章时，劳动红旗勋章只是俄罗斯苏维埃联邦社会主义共和国的勋章。自1928年9月7日开始，按照苏联最高苏维埃主席团的法令，该勋章在全苏联境内设立，并通过另一部法令于1928年9月15日正式生效，以奖励在劳动及公共服务中表现优异的苏联人民及机构。
有关此奖章的法令及颁授条件曾多次被苏联最高苏维埃主席团颁令修改：
- 1936年5月7日[3]
- 1943年6月19日[4]
- 1980年3月28日[5]
- 1980年7月18日[6]

## 颁授对象
劳动红旗勋章授予给在苏德战争中「以自己的英勇和忘我劳动保障苏联战胜纳粹德国」达一年（伤残者则为六个月）的下列界别人员：
- 工业及运输业工人、工程技术人员及职员
- 集体农庄庄员和农业专家
- 科学技术及文化艺术工作者
- 苏维埃、苏联共产党、工会及其他社会团体的工作者。

除此以外，劳动红旗勋章可被授予给企业、协会、机构、工会等组织，以及自治共和国、边疆区、地区，自治区，城市和其他居民点和地方行政区。
劳动红旗勋章也可被授予给苏联以外的外国公民和机构。

## 颁授条件
以下为获得劳动红旗勋章的条件：
- 在工业、农业、建筑、运输或其他经济发展方面取得巨大的成就，提高了社会生产效率。
- 在劳动生产率方面增长最多、提高了产品质量、以及开发和引进了更先进的技术流程。
- 稳定地以高水平及超额完成既定的生产任务，并承担了社会主义的义务。
- 在提高作物产量和畜牧业的生产效率取得重大成就，增加了生产量及国家农产品的销量。
- 在发展科学及技术的研究作出了重大贡献。
- 引进了国民经济的最新成就。
- 发明了对技术和经济上有重大意义的创新技术。
- 在加强国防力量方面作出了巨大贡献。
- 在苏联的文化、文学和艺术等领域取得极大成就。
- 在对年轻一代的教育及共产主义政治教育、以及在培养及训练卫生、贸易、餐饮、住房、公共服务和高度专业化的人才作出了重大贡献。
- 在体育文化和体育事业的发展作出特殊贡献。
- 在国家和社会活动、加强社会主义法制和法治的方面取得重要成就。
- 在发展苏联和其他国家之间的经济、科学、技术和文化等领域的合作取得重大成就。

## 颁授情况
劳动红旗勋章是以苏联最高苏维埃主席团的名义颁授，由获奖者所在的区域，地区或城市的苏维埃执行委员会，根据企业、机构、政府、工会、共产党及其他社会团体的负责人所发出的证明档而颁发。以下为各界别获奖者所需要提交的证明档的发出机构：
- 工业、运输业及农业工人：相关的联盟或共和国的人民委员会
- 集体农庄、合作社、共产党、苏维埃、工会和其他公共机构的工作人员：最高苏维埃主席团主席；自治共和国、地区或地区苏维埃执行委员会主席
- 科学，技术，艺术和文学工作者：苏联人民委员会属下的各人民委员或苏联作家联盟主席团主席

各获奖者除奖章外也会获得证书一份。证书为一份8厘米乘11厘米的硬皮小册子，上书有获奖者的姓名、数据，以及颁授机关的官方印章与官员的签署。
劳动红旗勋章可多次授予同一获奖者以嘉许其突出成就及长期贡献。
劳动红旗勋章一般佩戴在左胸，当存在其他苏联勋章奖章时，应配戴在卫国战争勋章之后，各民族人民友谊勋章之前。
如果佩戴了其它俄罗斯联邦勋章或奖章，则后者具有优先权。

## 勋章设计
劳动红旗勋章的设计大约可分为两种，分别为1936年前的第一版，及1936年后的第二版。每一版都有几个不同的变种：
| 1931-1936版本 | 1936-1943版本 | 1943年以后版本 |
| ------------- | ------------- | -------------- |
|               |               |                |

## 部分获奖者
以下为劳动红旗勋章的部分获奖者。

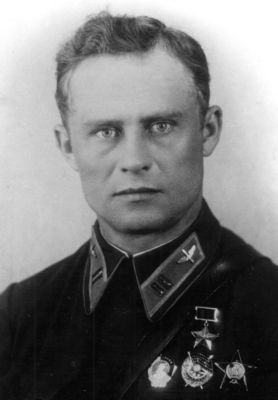
安德·普赛普，苏联爱沙尼亚共和国夜间轰炸机飞行员，三次劳动红旗勋章获奖者。

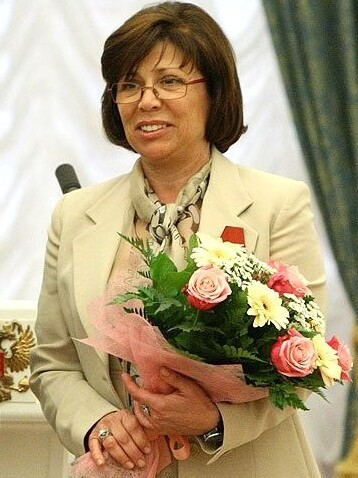
艾琳娜·康斯坦丁诺芙娜·罗德妮娜，苏联花式溜冰运动员，两次劳动红旗勋章获奖者。

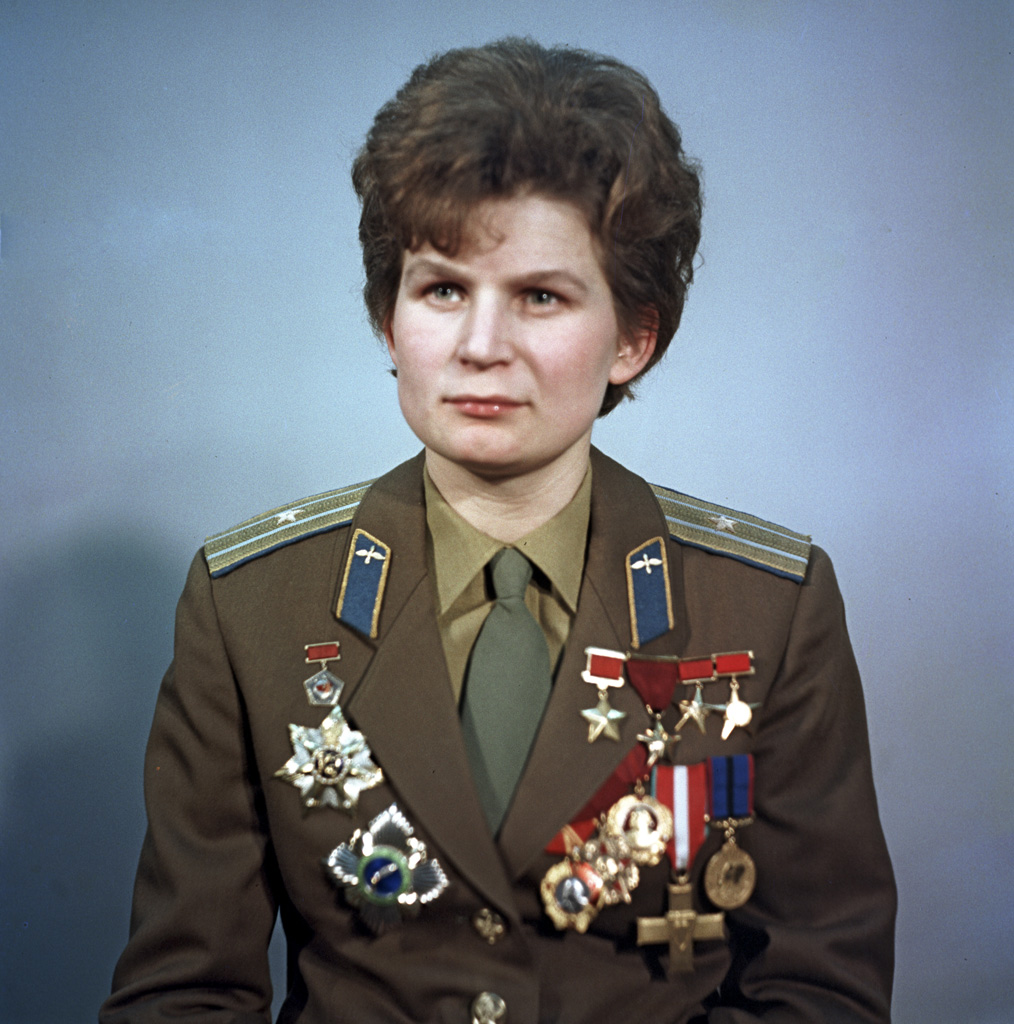
瓦莲京娜·弗拉基米罗芙娜·捷列什科娃空军少将，苏联「东方六号」航天员，劳动红旗勋章获奖者。

俄罗斯苏维埃联邦社会主义共和国劳动红旗勋章的第一个获得者是尼基塔·门楚克夫，因为他保护了一座重要的桥梁，免受流冰的破坏。
苏联劳动红旗勋章第1号勋章颁发给了列宁格勒的基洛夫工厂。第一批个人获奖者是拯救了极地考察团的V. Fedetov, A. Shelagin和M. Kyatkovsky。
米哈伊尔·谢尔盖耶维奇·戈尔巴乔夫于1949年17岁时因他家族的集体耕作取得创纪录的收成而获得了劳动红旗勋章。这种荣誉对于年轻人来说是非常罕见的。他是最年轻的获奖者之一

### 六次获奖者
- 尼古拉·马克西姆耶维奇·贝利亚耶夫 光纤工业的创始人和负责人
- 亚历山大·康斯坦丁诺维奇·普洛塔萨诺夫 东哈萨克斯坦党委第一书记
- 尼古拉·尼古拉耶维奇·斯梅尔雅科夫 苏联通用机械部部长、“红色索莫沃”工厂厂长

### 五次获奖者
- 阿诺德·格林（英语：Arnold Green (politician)） 苏联外交官，党和国家领导人
- 米哈伊尔·列昂托维奇（英语：Mikhail Leontovich） 物理学家和院士
- 根纳季·瓦西列耶维奇·阿列克谢延科（俄语：Алексеенко, Геннадий Васильевич） 工程学专家
- 亚历山大·費多羅維奇·别洛夫（俄语：Белов, Александр Фёдорович (металлург)） 冶金学家和院士
- 帕维尔·谢苗诺维奇·弗拉索夫（俄语：Власов, Павел Семёнович） 社会主义劳动英雄，新西伯利亚化工浓缩厂厂长
- 列昂尼德·葉菲莫維奇·格拉福夫（俄语：Графов, Леонид Ефимович） 煤炭工业部副部长
- 伊万·季莫费耶维奇·格里申（俄语：Гришин, Иван Тимофеевич） 外贸部副部长
- 尼古拉·阿列克谢耶维奇·贡多宾（俄语：Гундобин, Николай Алексеевич） 社会主义劳动英雄，苏联运输部第一副部长
- 亚历山大·維克托羅維奇·多库金（俄语：Докукин, Александр Викторович） 苏联科学院院士
- 列昂尼德·费多罗维奇·伊里切夫 苏共中央委员会书记
- 弗拉基米尔·阿列克谢耶维奇·卡尔洛夫（俄语：Карлов, Владимир Алексеевич） 社会主义劳动英雄，苏共中央委员会部长.
- 鲍里斯·瓦西列耶维奇·庫爾恰托夫（俄语：Курчатов, Борис Васильевич） 化学博士
- 帕维尔·安德烈耶维奇·马列京（俄语：Малетин, Павел Андреевич） 苏联财政部副部长(1939-1945, 1960-1969)
- 康斯坦丁·德米特里耶维奇·佩图霍夫（俄语：Петухов, Константин Дмитриевич） 社会主义劳动英雄，PEMSO“迪纳摩”总经理
- 阿列克谢·弗拉基米罗维奇·罗曼诺夫（俄语：Романов, Алексей Владимирович） 报纸《苏维埃文化》编辑
- 伊万·德米特里耶维奇·索斯诺夫（俄语：Соснов, Иван Дмитриевич） 苏联运输建设部长
- 塔马拉·哈侬 苏联人民艺术家(1956)，乌兹别克舞蹈家
- 康斯坦丁·弗拉基米罗维奇·奇比索夫（俄语：Чибисов, Константин Владимирович） 苏联科学院院士（1946年）

### 四次获奖者
- 拉苏尔·伽姆扎托夫 诗人
- 列夫科·列武茨基 作曲家、教师和社会活动家
- 萨比特·奥卢卓夫（英语：Sabit Orujov） 阿塞拜疆苏维埃社会主义共和国副部长会议主席 (1957-1959)
- 安德莉亚·巴伦西亚泽（英语：Andria Balanchivadze） 作曲家
- 奥古斯特·沃斯 政治家
- 娜塔莉亚·杜丁斯卡娅（英语：Natalia Dudinskaya） 芭蕾舞女演员
- 尤金·卡普（英语：Eugen Kapp） 作曲家和音乐教育家
- 莫斯科牧首阿列克谢一世（英语：Alexy I of Moscow） 俄罗斯东正教会牧首
- 加林娜·乌兰诺娃 芭蕾舞女演员

### 三次获奖者
- 康斯坦丁·乌斯季诺维奇·契尔年科 苏联共产党第五任总书记
- 尤里·弗拉基米罗维奇·安德罗波夫 苏联共产党第四任总书记
- 亚历山大·弗拉姆钦（英语：Alexander Frumkin） 电化学家、社会主义劳动英雄
- 亚历山大·尼古拉耶维奇·雅科夫列夫 政治家、历史学家
- 格里高利·楚克莱（英语：Grigori Chukhrai） 剧作家、电影导演
- 索普别克·贝加列夫（英语：Sopubek Begaliev） 政治家
- 马特维·卡佩柳什尼科夫（英语：Matvei Kapelyushnikov） 机械工程师、社会主义劳动英雄
- 格奥尔基·弗廖罗夫 核物理学家
- 鲍里斯·皮奥特罗夫斯基（英语：Boris Piotrovsky） 院士、历史学家、东方学家和考古学家
- 沙米尔·阿列维奇·拉斯扎德（英语：Rasizade, Shamil Alievich） 阿塞拜疆苏维埃社会主义共和国副部长会议主席 (1970，1984)
- 伊萨克·马尔科维奇·哈拉特尼科夫 物理学家

### 两次获奖者
- 安德烈·图波列夫 飞机设计师
- 康斯坦丁·彼得罗维奇·费奥克蒂斯托夫 宇航员、杰出的航天工程师
- 阿拉姆·哈恰图良 作曲家
- 维塔利·拉扎列维奇·金兹堡 理论物理学家、天体物理学家、诺贝尔奖得主
- 吉洪·尼古拉耶维奇·赫连尼科夫 作曲家和钢琴家
- 雅可夫·泽尔多维奇 物理学家
- 尼古拉·伊万诺维奇·雷日科夫 政治家
- 艾琳娜·罗德妮娜 奥运金牌得主、花样滑冰运动员
- 弗拉基米尔·谢尔盖耶维奇·伊留申 试飞员
- 尤里·米哈伊洛维奇·沃伦特索夫（英语：Yuli Mikhailovich Vorontsov） 外交家、大使
- 阿卡迪·奥斯塔谢夫（英语：Arkady Ostashev） 列宁奖及苏联国家奖得主，导弹和火箭的高级测试员，科罗廖夫火箭和航天公司成员，谢尔盖·帕夫洛维奇·科罗廖夫的工作伙伴。

### 单次获奖者
- 亚历山德拉·米哈伊洛芙娜·柯伦泰 欧洲第一位女性部长，世界现代历史上第一位女大使
- 伊万·波杜布内（英语：Ivan Poddubny） 职业摔跤运动员
- 米哈伊尔·米尔 航天工程师
- 列夫·戴奥敏（英语：Lev Dyomin） 航天员
- 维克托·斯捷潘诺维奇·切尔诺梅尔金 俄罗斯联邦总理(1992–1998)
- 尼古拉·尼古拉耶维奇·谢苗诺夫 物理学家、化学家
- 伊万·格沃尔基扬（英语：Ivan Gevorkian）苏联时期亚美尼亚 杰出外科医生及科学家
- 叶夫根尼·马克西莫维奇·普里马科夫 苏联最高苏维埃代表
- 叶夫根尼·叶夫图申科 诗人、小说家、散文家、剧作家、编剧、演员、编辑和电影导演
- 帕維爾·謝爾蓋耶維奇·亞歷山德羅夫 数学家
- 瓦西里·舒克申（英语：Vasily Shukshin） 演员、作家、剧作家和电影导演
- 亚历山大·谢尔盖耶维奇·雅科夫列夫 航空工程师
- 阿纳托利·叶夫根耶维奇·卡尔波夫 世界国际象棋冠军
- 杰克·李托佩奇（英语：Jack Littlepage） 美国采矿专家和苏联副政委
- 弗拉基米尔·洛巴谢夫（英语：Vladimir Lobashev） 物理学家
- 米哈伊尔·苏斯基（英语：Mikhail Shuisky (baritone)） 歌剧演唱家
- 柳德米拉·舍夫佐娃（英语：Lyudmila Shevtsova） 运动员，奥运会800米赛跑冠军及世界纪录创造者
- 莱拉·阿巴希泽（英语：Leila Abashidze） 演员和作家
- 谢尔盖·奥尔洛夫（英语：Sergei Orlov (sculptor)） 雕刻家和画家
- 尼古拉·帕斯可维奇（英语：Nicolay Paskevich） 画家
- 阿诺尔德·吕特尔 爱沙尼亚前总统

### 机构获奖者（部分）

#### 媒体获奖者
- 巴库工人报（俄语：Бакинский рабочий）
- 共青团真理报
- 摩尔多瓦君主报（俄语：Moldova_Suverană）

- 科学与生活（俄语：Наука_и_жизнь）
- 列宁格勒晚报（俄语：Вечерний Ленинград）

#### 艺术机构获奖者
- 基洛夫剧院
- 吉尔吉斯国家学术剧院（俄语：Кыргызский национальный академический драматический театр имени Т. Абдумомунова）
- 莫斯科艺术戏剧学院（俄语：Московский Художественный академический театр имени М. Горького）
- 莫斯科艺术剧院
- 俄罗斯学术剧院（俄语：Российский академический театр драмы им. Ф. Волкова）
- 托木斯克地区剧院（俄语：Томский областной драматический театр）
- 阿塞拜疆俄罗斯国家剧院（俄语：Азербайджанский_государственный_русский_драматический_театр_имени_Самеда_Вургуна）
- 瓦赫坦戈夫国家学术剧院（俄语：Государственный академический театр имени Е. Вахтангова）
- 高尔基文化宫（俄语：Дворец культуры имени А. М. Горького）
- 爱沙尼亚戏剧院

#### 科研教育机构获奖者
- 莫斯科电子技术学院
- 阿塞拜疆国立石油工业大学（俄语：Азербайджанский государственный университет нефти и промышленности）
- 阿塞拜疆国立大学（俄语：Азербайджанский государственный педагогический университет）
- 劳动和社会关系学院（俄语：Академия труда и социальных отношений）
- 阿尔泰国立师范大学
- 亚美尼亚国立大学（俄语：Армянский государственный педагогический университет имени Хачатура Абовяна）
- 白俄罗斯国立农业学院（俄语：Белорусская сельскохозяйственная академия）
- 白俄罗斯国立医科大学（俄语：Белорусский государственный медицинский университет）
- 白俄罗斯国立技术大学（俄语：Белорусский государственный технологический университет）
- 白俄罗斯民族技术大学（俄语：Белорусский национальный технический университет）
- 维尔纽斯大学
- 布琼尼军事通信学院
- 亚历山大·莫扎伊斯基军事航天学院（俄语：Военно-космическая академия имени А. Ф. Можайского）
- 伏尔加格勒国立医科大学（俄语：Волгоградский государственный медицинский университет）
- 伏尔加格勒国立技术大学（俄语：Волгоградский государственный технический университет）
- 沃罗涅日国立建筑大学（俄语：Воронежский государственный архитектурно-строительный университет）
- 国立土地规划大学（俄语：Государственный университет по землеустройству）
- 莫斯科国立管理大学（俄语：Государственный университет управления）
- 第聂伯彼得罗夫斯克国立农业经济大学（俄语：Днепропетровский государственный аграрно-экономический университет）
- 第聂伯彼得罗夫斯克国立铁路运输工业大学（俄语：Днепропетровский национальный университет железнодорожного транспорта）
- 戈罗兹尼国立石油技术学院（俄语：Грозненский государственный нефтяной технический университет имени академика М. Д. Миллионщикова）
- 国立全俄电影学院（俄语：Всероссийский государственный университет кинематографии имени С. А. Герасимова）
- 远东海事学校（俄语：Дальневосточное_мореходное_училище）
- 远东国立技术大学
- 顿河国立农业大学（俄语：Донской государственный аграрный университет）
- 罗斯托夫顿河国立技术大学（俄语：Донской государственный технический университет）
- 埃里温国立医科大学（俄语：Ереванский государственный медицинский университет имени Мхитара Гераци）
- 埃里温国立大学
- 俄罗斯联邦国防部第四中央研究所（俄语：4-й_центральный_научно-исследовательский_институт_Министерства_обороны_Российской_Федерации）
- 全俄门捷列夫计量科学研究院
- 全苏列宁农业科学院（俄语：Всесоюзная академия сельскохозяйственных наук имени Ленина）
- 科马洛夫植物研究所（俄语：Ботанический институт имени В. Л. Комарова РАН）
- 国家水文研究所（俄语：Государственный гидрологический институт）
- 国家火箭中心（俄语：Государственный ракетный центр）
- 俄罗斯星辰科学研究所（俄语：Звезда (НПП)）

#### 工业机构获奖者
- “Авиакор”飞机制造厂（俄语：Авиакор）
- 伊留申航空集团（伊留申设计局）
- 阿拉木图重工机械厂（俄语：Алматинский завод тяжёлого машиностроения）
- 阿尔泰发动机厂（俄语：Алтайский моторный завод）
- 阿尔切夫斯克焦化厂（俄语：Алчевский коксохимический завод）
- 阿尔切夫斯克冶金厂（俄语：Алчевский металлургический комбинат）
- 安加尔斯克电解化工基地（俄语：Ангарский электролизный химический комбинат）
- 巴尔瑙尔运输机械公司（俄语：Барнаултрансмаш）
- 别列兹尼基制碱厂（俄语：Березниковский содовый завод）
- 弗拉基米尔拖拉机厂（俄语：Владимирский моторо-тракторный завод）
- 弗拉基米尔市化工厂（俄语：Владимирский химический завод）
- 伏尔加格勒铝厂（俄语：Волгоградский алюминиевый завод）
- 伏尔加格勒拖拉机厂（俄语：Волгоградский тракторный завод）
- 沃洛格达汽车修理厂（俄语：Вологодский вагоноремонтный завод）
- 沃罗涅日机械厂（俄语：Воронежский механический завод）
- 沃罗涅日机车厂（俄语：Воронежский тепловозоремонтный завод）
- 沃罗涅日挖掘机厂（俄语：Воронежский экскаваторный завод）
- 东方矿业加工厂（俄语：Восточный горно-обогатительный комбинат）
- 杰米霍沃机器制造厂
- 狄格特亚耶夫工厂（俄语：Завод имени Дегтярёва）
- 利哈乔夫汽车厂
- 扎波罗热汽车制造厂（俄语：Запорожский_автомобилестроительный_завод）
- 高尔基泽廖诺多利斯克“红色金属工”造船厂（俄语：Зеленодольский_завод_имени_А._М._Горького）
- 兹拉托乌斯特机器厂（俄语：Златоустовский машиностроительный завод）
- 兹拉托乌斯特冶金厂（俄语：Златоустовский металлургический завод）

#### 其他机构获奖者
- 东西伯利亚铁路
- 高尔基铁路
- 第聂伯河水电站
- 后贝加尔铁路局

### 地区获奖者（部分）
- 安加尔斯克
- 别列兹尼基
- 博布鲁伊斯克
- 布良斯克
- 大诺夫哥罗德
- 维捷布斯克
- 弗拉季高加索
- 弗拉基米尔
- 沃尔库塔
- 格罗德诺
- 第聂伯罗捷尔任斯克
- 叶夫列莫夫
- 伊尔比特
- 约什卡尔奥拉
- 加里宁格勒
- 卡卢加
- 卡拉干达
- 基涅什马
- 基洛夫
- 基洛夫斯克
- 科夫罗夫
- 克拉马托尔斯克
- 克里沃罗格
- 库尔干
- 马格尼托哥尔斯克
- 马克耶夫卡
- 马里乌波尔
- 米阿斯
- 米尔内
- 摩尔曼斯克
- 纳尔瓦
- 下塔吉尔
- 尼古拉耶夫
- 新库兹涅茨克
- 新莫斯科斯克
- 诺金斯克
- 鄂木斯克
- 奥尔斯克
- 巴甫洛格勒
- 第一乌拉尔斯克
- 彼得罗扎沃茨克
- 堪察加彼得罗巴甫洛夫斯克
- 波多利斯克
- 普罗科皮耶夫斯克
- 普斯科夫
- 五山城
- 雷宾斯克
- 斯达汉诺夫
- 坦波夫
- 特维尔
- 蒂拉斯波尔
- 陶里亚蒂
- 赫尔松
- 切博克萨雷
- 雅罗斯拉夫尔
- 阿拉木图

## 延伸阅读
- 红旗勋章

## 参照
- Legal Library of the USSR（页面存档备份，存于）
- The Russian Gazette（页面存档备份，存于）
- Колесников В. Ордена и медали СССР М., ВИ, 1983
- Горбачёв А. Н. Многократные кавалеры орденов СССР. М., «ПРО-КВАНТ», 2006
- Сборник законодательных актов о государственных наградах СССР. М., 1984
- Гребенникова Г. И., Каткова Р. С. Ордена и медали СССР. М., 1982.
- Дуров В.А. Отечественные награды. 1918—1991. М., 2005